# Thyrsites atun
Il ruvetto australe (Thyrsites atun[Euphrasen, 1791]), conosciuto anche come tirsite (Regolamento (CE) N. 1638/2001) e (Regolamento (CE) N. 216/2009) e anche con il nome inglese snoek, francese escolier, spagnolo escolàr, è un pesce osseo marino della famiglia Gempylidae. È l'unica specie del genere Thyrsites.

## Distribuzione e habitat
L'areale di questa specie comprende le coste temperate dell'emisfero Australe: America meridionale a nord fino a Perù e Uruguay, il Sudafrica, la parte meridionale dell'Australia, la Tasmania e la Nuova Zelanda oltre a numerose isole oceaniche. Vive in acque a temperatura tra 13 e 18°.
È un pesce pelagico che vive abbastanza vicino alle coste, sopra la piattaforma continentale. Occupa lo strato d'acqua vicino al fondo o la mezz'acqua avvicinandosi alla superficie solo di notte.

## Descrizione
Questo pesce ha un corpo allungato e fortemente compresso ai lati. Occhi e bocca sono grandi, quest'ultima è dotata di vistosi denti appuntiti; la mandibola è più lunga rispetto alla mascella. Le pinne dorsali sono due: la prima è lunga e piuttosto bassa, di altezza uniforme, la seconda è breve, uguale e simmetrica alla pinna anale. Sul peduncolo caudale sono presenti delle pinnule; la pinna caudale è forcuta. La linea laterale decorre nei pressi del bordo superiore del corpo fino all'incirca a due terzi della prima pinna dorsale, poi si incurva verso il basso e arriva più o meno dritta fino al peduncolo caudale.
Il colore del corpo è blu scuro più chiaro sul ventre. La prima pinna dorsale è nera.
La misura media è sui 75 cm, la taglia massima è di circa 2 metri. Il peso massimo registrato è di 6 kg.

## Biologia
È un animale gregario e forma banchi. Vive fino a 10 anni.

### Alimentazione
È un animale predatore, si ciba di crostacei pelagici come gli Euphausiacea Euphausia e Nyctiphanes, di cefalopodi e pesci come Clupeidae ed Engraulidae.

## Pesca
Si tratta di una specie importante per la pesca professionale, le carni sono apprezzate come componente del fish and chips o, particolarmente in Giappone, per la preparazione di pasticci di pesce o filetti e si prestano anche ad essere conservate. È anche oggetto di pesca sportiva.